# Pales maculata
Pales maculata är en tvåvingeart som beskrevs av Jean-Baptiste Robineau-Desvoidy 1863. Pales maculata ingår i släktet Pales och familjen parasitflugor.
Artens utbredningsområde är Frankrike. Inga underarter finns listade i Catalogue of Life.